# Julymar Otero
Julymar Lorelys Otero Pérez (Toa Baja, 31 ottobre 1996) è una pallavolista portoricana, opposto delle Changas de Naranjito.

## Caratteristiche tecniche
Gioca principalmente nel ruolo di opposto, ma può essere impiegata anche come schiacciatrice o come palleggiatrice.

## Carriera

### Club
La carriera di Julymar Otero inizia nei tornei scolastici portoricani, giocando per la Discípulos de Cristo. Dopo il diploma, si trasferisce negli Stati Uniti d'America, dove è impegnata a livello universitario con il College of Central Florida in NJCAA Division I, prima di trasferirsi alla Towson, disputando la NCAA Division I dal 2015 al 2017.
Fa il suo esordio nella pallavolo professionistica in Kazakistan, dove prende parte alla Ulttyk liga con l'Altay 2 nell'annata 2018-19; al termine degli impegni con la formazione asiatica torna in patria, disputando la seconda parte della Liga de Voleibol Superior Femenino 2019 con le Changas de Naranjito. Nella stagione 2019-20 è di scena in Finlandia, dove difende i colori dell'Oriveden Ponnistus, in Lentopallon Mestaruusliiga; in seguito rientra in patria e disputa la Liga de Voleibol Superior Femenino 2021 con le Criollas de Caguas, aggiudicandosi lo scudetto e restando legata alla franchigia anche nell'edizione seguente del torneo.
Nella Liga de Voleibol Superior Femenino 2023 è nuovamente di scena con le Changas de Naranjito, giocando come palleggiatrice per un biennio, prima di tornare a disimpegnarsi come opposto a partire dalla Liga de Voleibol Superior Femenino 2025.

### Nazionale
Fa parte delle selezioni giovanili portoricane, disputando con la selezione Under-18 il campionato nordamericano 2012 e la Coppa panamericana 2013, dove si aggiudica la medaglia d'argento, disputando il medesimo torneo anche con l'Under-20.
Nel 2018 debutta in nazionale maggiore in occasione della Coppa panamericana.

## Palmarès

### Club
- Campionato portoricano: 1

2021

### Nazionale (competizioni minori)
- Coppa panamericana under 18 2013